# Тунъюн-пиньинь
Тунъюн-пиньинь (кит. трад. 通用拼音, пиньинь Tōngyòng pīnyīn, буквально: «общеупотребительная звукопись» — система романизации, имевшая с 2002 по 2009 год официальный статус в Китайской Республике, где она сосуществует с системами Уэйда — Джайлза, чжуинь фухао и ханьюй пиньинь. Статус тунъюн-пиньиня имеет на Тайване политическое значение. Генератором стандартизации тунъюн-пиньиня является Демократическая прогрессивная партия, сторонником ханьюй пиньиня является партия Гоминьдан.
Хотя тунъюн-пиньинь имеет много общего с ханьюй пиньинем, есть и заметные отличия:
- Первый тон не выражается на письме, а для нейтрального пятого используется точка (как в чжуинь фухао).
- Вместо zh- (чж-) используется jh-.
- Вместо x- (сь-) и q- (ць-) используются s- и c-.
- Слоги цзы (напр. 資), цы (慈), сы (思), чжи (知), чи (吃), ши (詩), жи (日) пишутся не с -i, а c -ih.
- После мягких согласных (j, q, x в ханьюй-пиньине) вместо ü пишется yu; так, слоги цзюй (напр. 居), цюй (区), сюй (许), пишутся не jü, qü, xü, а jyu, cyu, syu.
- Слоги фэн, вэн пишутся не feng, weng, а fong, wong (ср. более старые правила кириллизации с -ын).
- Слог вэнь (溫) пишется не wen, а wun (ср. более старые правила кириллизации с -ынь).
- Финаль -юн после согласных пишется не -iong, а -yong, напр. syong вместо xiong (兇). (Однако -ян пишется -iang в обеих системах.)
- Финали -ю и -уй (-уэй) (напр, в liu 六 и gui 鬼) разрешается писать не только как -iu и -ui, но также и как -iou и -uei.

С 2009 года в качестве официальной системы на Тайване используется, как и в КНР, ханьюй пиньинь.

## Галерея

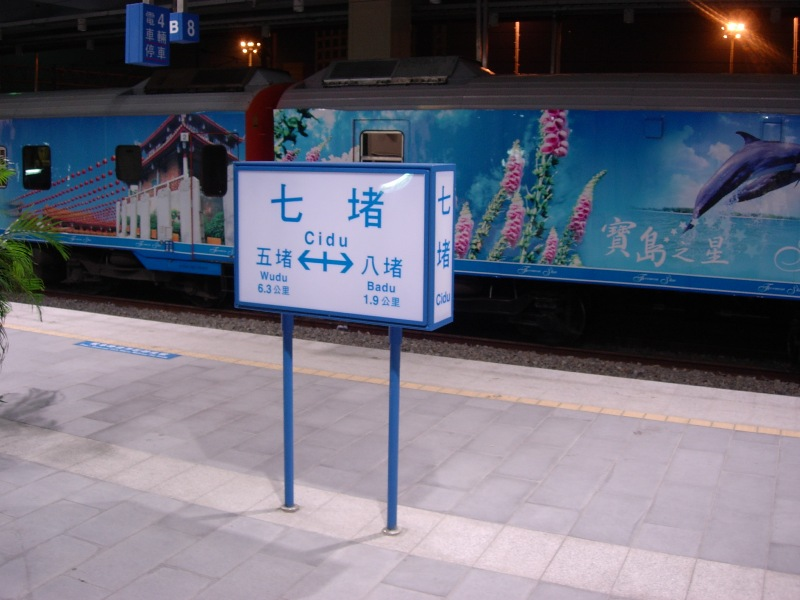
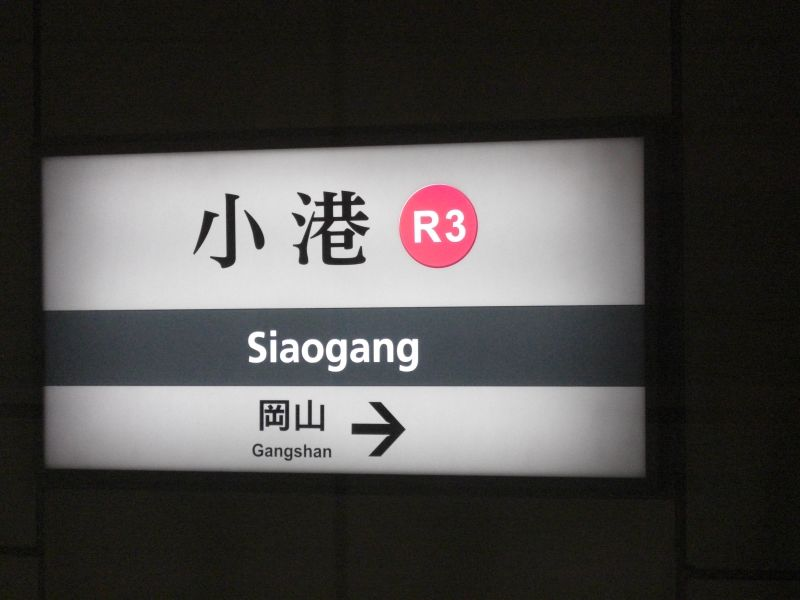
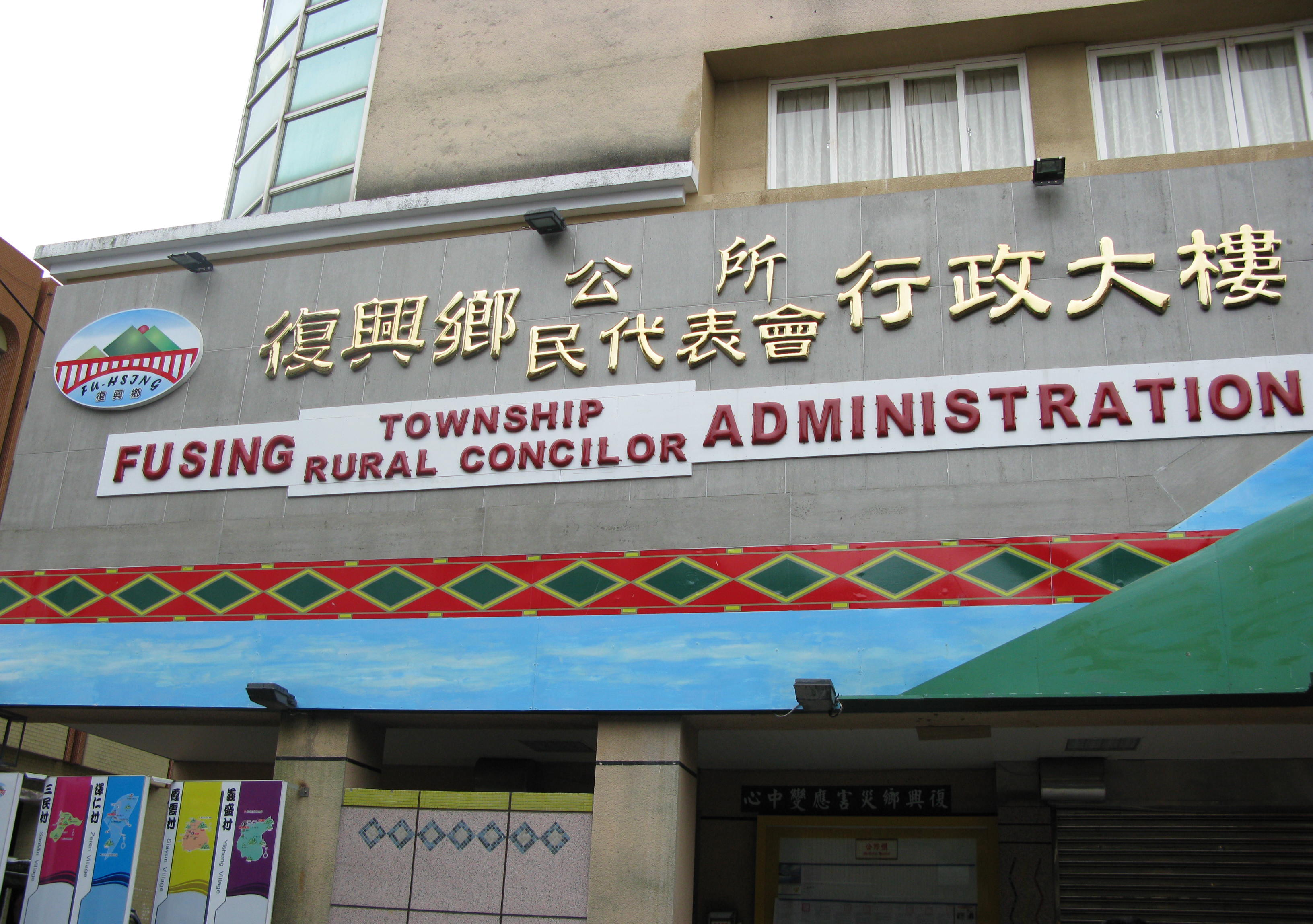